# Dlouhý důl

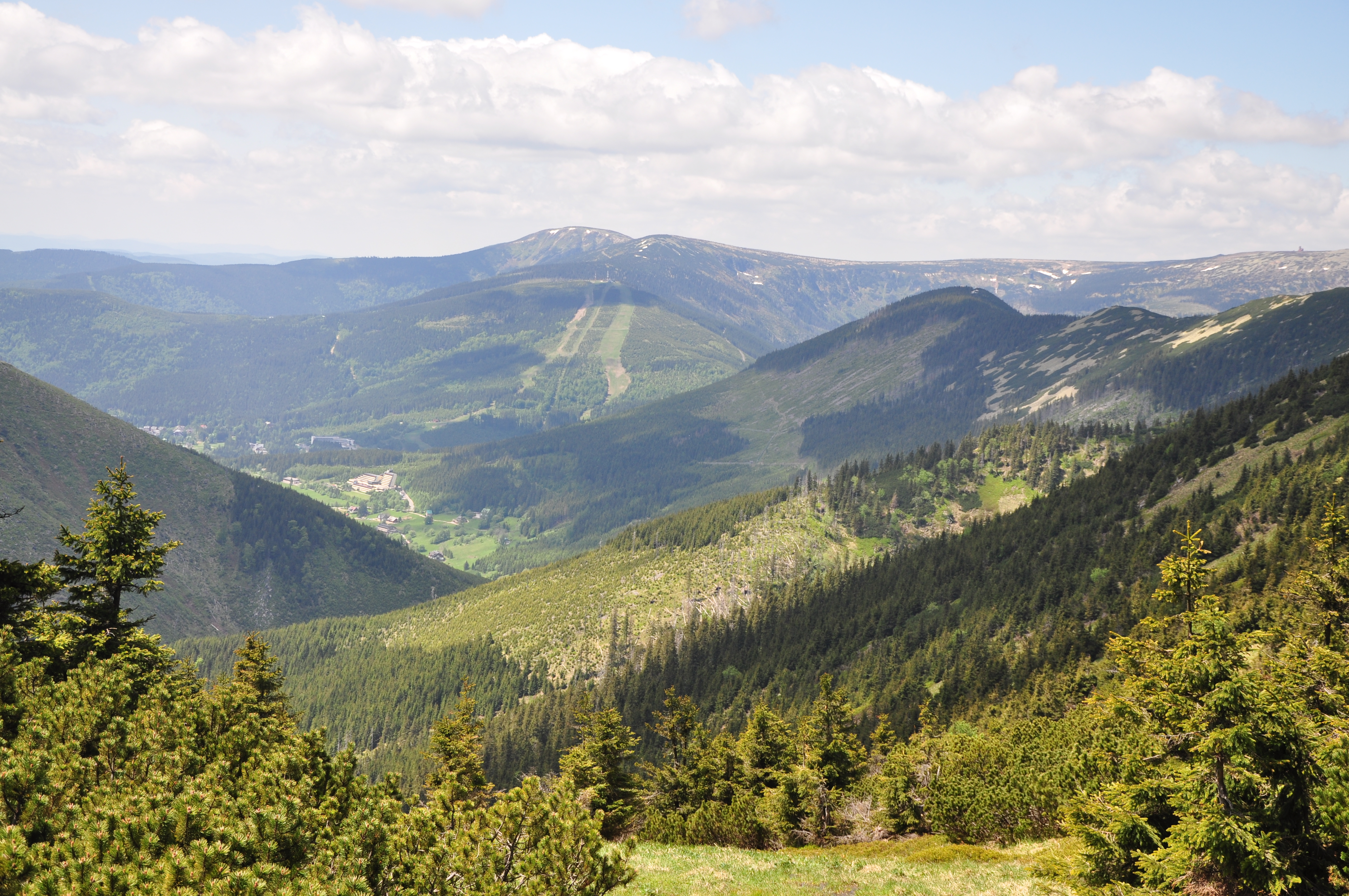
Blick in das Tal vom Liščí hřeben (Fuchsrücken) aus gesehen, im Hintergrund (Bildmitte) in westlicher Richtung die abgeholzte Piste des Ski-Resorts Medvědín

Dlouhý důl ist die tschechische Bezeichnung für ein Tal im zentralen Riesengebirge. Auf Deutsch gab es während einer langen Besiedlungszeit verschiedene Namen: „Sankt Peters langer Grund“, kurz „Langer Grund“, was auch die Bedeutung des tschechischen Namens ist. Zeitweise wurden auch die Begriffe „Klausengrund“ oder „Klausengraben“ verwendet.

## Lage
Das Tal beherbergt den Ortsteil St. Petr von Špindlerův Mlýn. Es beginnt am Südhang des Luční hora (Hochwiesenberg) bzw. Kozí hřbety (Ziegenrücken) westlich unterhalb der  Bergbaude Chata Výrovka (Tannenbaude). Im Süden wird das Tal vom Bergrücken Plán mit dem Stoh begrenzt. Der Ausgang liegt vor dem Zusammenfluss des Svatopetrský potok (Grundwasser) in die Elbe in der tschechischen Stadt Špindlerův Mlýn (Spindlermühle).

## Tourismus
Im Tal liegt Svatý Petr (St. Peter), ein Ortsteil von Špindlerův Mlýn. Im Süden des Tals befindet sich der Abfahrtshang Stoh (Heuschober) vom Bergrücken Plan herunter sowie am Ausgang des Tals das Skiareál Špindlerův Mlýn. In Ost-West-Richtung verlaufen vier Wanderwege durch das Tal.
- ▬ Wie überall in Tschechien ist dabei der rote Weg der touristisch wichtigste und attraktivste. Von Špindlerův Mlýn kommend führt er Richtung Ostnordost über den Kozí hřbety an der Ruine der Rennerbaude vorbei Richtung Luční bouda.
- ▬ Der gelbe Weg führt ca. 300 m nördlich des roten Weges vom Hotel Horal bis kurz vor die Baumgrenze wieder zum roten Weg. Er verläuft auf 4 km Länge in knapp 100 m höherer Lage durchgängig durch Waldgebiet und ist eine Alternative des roten Weges.
- ▬ Der grüne Weg beginnt ebenfalls am Hotel Horal, durchquert in östlicher Richtung den Ort Sv. Petr ohne nennenswerte Höhenunterschiede bis an den Svatopetrský potok und begleitet diesen bis kurz vor die Quelle, hier biegt zur Vyrovka auf dem Sattel ab und endet weiter talwärts an den Richtrovy boudy.
- ▬ Der südlichste Wanderweg beginnt am Skiareal Sv. Petr und verläuft blau markiert im Wald auf dem Nordhang des Plan. Unterhalb des Stoh biegt der Weg nach Süden ab und erreicht die Ruine der Klimovka bouda, von wo aus er noch weiter bis nach Dolný Dvur führt.